# Municipio de Clinton (condado de Henry)
El municipio de Clinton (en inglés: Clinton Township) es un municipio ubicado en el condado de Henry en el estado estadounidense de Misuri. En el año 2010 tenía una población de 8595 habitantes y una densidad poblacional de 79,49 personas por km².

## Geografía
El municipio de Clinton se encuentra ubicado en las coordenadas 38°20′13″N 93°47′14″O / 38.33694, -93.78722. Según la Oficina del Censo de los Estados Unidos, el municipio tiene una superficie total de 108.12 km², de la cual 90.29 km² corresponden a tierra firme y (16.5%) 17.84 km² es agua.

## Demografía
Según el censo de 2010, había 8595 personas residiendo en el municipio de Clinton. La densidad de población era de 79,49 hab./km². De los 8595 habitantes, el municipio de Clinton estaba compuesto por el 95.3% blancos, el 1.79% eran afroamericanos, el 0.43% eran amerindios, el 0.28% eran asiáticos, el 0.01% eran isleños del Pacífico, el 0.49% eran de otras razas y el 1.7% pertenecían a dos o más razas. Del total de la población el 1.95% eran hispanos o latinos de cualquier raza.